# Unité médicale de la Maison-Blanche
L'Unité médicale de la Maison-Blanche (The White House Medical Unit, abrégé en WHMU) est un élément du bureau militaire de la Maison-Blanche chargé de la santé du président des États-Unis, du vice-président et de leurs familles. L'Unité médicale doit aussi dispenser les premiers soins, en cas d'urgence, au personnel de la Maison-Blanche et à ses nombreux visiteurs. Dès 1945, un médecin de la WHMU est installé en permanence dans l'aile Ouest à quelques pas du bureau ovale tandis que les locaux de l'unité sont installés dans l'Executive Building.

## Organisation et sélection
Pour accomplir sa mission, la WHMU comprend notamment le médecin de la Maison-Blanche, qui est souvent choisi personnellement par le président, cinq médecins militaires, trois médecins, des infirmières et des auxiliaires médicaux,. C'est ainsi que le docteur Mariano, l'ancien médecin de la Maison Blanche, supervisait 24 personnes, la plupart issues des rangs de l'armée, qui fournit à l'Unité médicale la grande majorité de ses médecins et de ses infirmières depuis la guerre de Sécession (dans l'histoire de la WHMU, seules deux infirmières ont été recrutées hors de l'armée). Une des raisons qui expliquent ce mode de recrutement, c'est qu'il est plus difficile pour les médecins civils d'abandonner leurs cabinets ou leurs hôpitaux pour plusieurs années. De plus, il faut concevoir le travail à la WHMU comme étant particulièrement éprouvant et fatigant, le docteur Mariano expliquait dans son autobiographie que pratiquer « la médecine à la Maison-Blanche c'est comme pratiquer la médecine sur un champ de bataille ». Effectivement, le personnel soignant, qui doit pouvoir suivre pour une durée indéterminée le président dans tous ses déplacements, doit aussi s'adapter aux climats et aux contextes locaux, à l'intérieur ou à l'extérieur des États-Unis. La procédure de recrutement et de sélection consiste donc la plupart du temps en un appel à candidature parmi les forces armées, sans interrogation sur les soutiens politiques ou partisans des postulants. Le candidat doit faire preuve de ses capacités et être approuvé par les services de sécurité pour ensuite suivre un entrainement qui visera à le former aux premiers soins et à la réanimation.

## Assurer la continuité de la présidence
Cette sélection et cet entrainement rigoureux servent le but premier de la WHMU qui est d'assurer la continuité de la présidence et donc du gouvernement des États-Unis. Ainsi, des médecins ou des  infirmiers sont toujours en permanence à la Maison-Blanche, prêts à agir en cas d'urgence, tandis que l'Unité médicale peut avoir accès à tous les hôpitaux militaires et à tous les spécialistes du pays, qu'importe le domaine. En fait, ses membres voient leurs fonctions comme le reflet de celui du Secret Service, ce dernier protège le président contre les tentatives d'assassinats tandis que la WHMU défend les dirigeants des États-Unis tant d'une attaque que d'une maladie ou d'un cancer. C'est dans cette optique de continuité de la présidence que l'Unité médicale joue un rôle consultatif et critique dans la mise en œuvre du 25e amendement, qui donne les consignes à appliquer en cas d'indisponibilité (passagère ou permanente) du président ou du vice-président. De même, la peur d'un assassinat ou d'un attentat reste au cœur de l'action de la WHMU car comme l'expliquait un agent expérimenté du Secret Service « ce n'est pas une question de si le président est tué, c'est une question de quand. », les membres de l'Unité médicale doivent donc être prêts à parer à toutes les éventualités et à assurer la survie du président afin d'assurer la continuité du pouvoir. 

### Les soins en voyage

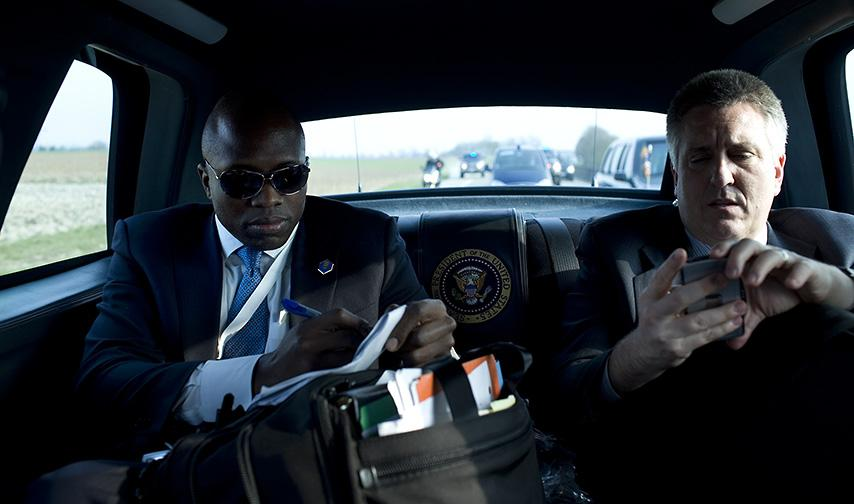
Le médecin de la Maison-Blanche, Jeffrey Kuhlman dans le cortège présidentiel en 2009 en France. Sa présence dans le cortège, et a fortiori dans une des limousines présidentielles, montre bien l'omniprésence du personnel médical autour du président, dans le souci constant d'assurer la continuité du pouvoir.

Cet objectif qui motive l'existence de la WHMU doit donc être rempli tant aux États-Unis que durant les nombreux déplacements des présidents et des vice-présidents. Tout d'abord, avant chaque voyage une équipe de la WHMU, souvent accompagnée du médecin de la Maison-Blanche, examine le parcours et les villes qui jalonnent le parcours afin d'évaluer les installations médicales et le personnel local. Encore une fois, un parallèle peut être tracer entre le Secret Service qui doit prévoir les éventuelles attaques, et l'Unité médicale qui doit anticiper les hypothétiques problèmes de santé (d'ailleurs parfois consécutifs à un attentat). Outre la préparation des voyages, le personnel soignant accompagne le président et le vice-président dans tous ses déplacements. C'est ainsi que dans les cortèges présidentiels sont toujours présents des infirmiers, des docteurs et une ambulance, souvent en fin de cortège. Une position choisie afin d'être en dehors de la « kill zone », c'est-à-dire hors du secteur d'un éventuel attentat ou tentative d'assassinat, tout en restant au plus proche des personnes à soigner. Le docteur Mariano expliquait cela en affirmant que « vous ne pouvez pas aider le président si vous êtes mort ». Une équipe de la WHMU est bien sûr toujours présente à bord d'Air Force One, qui transporte des médicaments et des poches du sang du président et de la première dame, afin de pouvoir soigner les personnes à bord mais aussi afin d'être prêt à utiliser la salle d'opération embarquée,. L'équipe en vol est doublée par une équipe qui est déjà prête au sol pour les suites du voyage. Pour ce qui est de la First Lady, même si elle ne fait pas partie de l'ordre de succession présidentielle des États-Unis elle peut profiter du soutien de la WHMU. Les porte-parole ont refusé d'indiquer les modalités d'accompagnement de Michelle Obama mais durant l'administration Clinton, lorsque Hillary Clinton voyageait, sans le président, elle était tout de même accompagnée par des infirmières et des médecins de l'Unité médicale de la Maison-Blanche.